# 忠南牙山FC
忠南牙山FC（チュンナムアサンFC）は、大韓民国の忠清南道牙山市をホームとするサッカークラブである。韓国警察が母体の牙山ムグンファFCを前身とする。

## 概要
兵役期間中のサッカー選手をプレーさせていた警察庁のクラブであった牙山ムグンファFCは2019年11月に市民サッカークラブへの転換を発表した。これによって韓国籍を持たない外国人選手も新しいクラブではプレーが可能となる。12月27日、新しいクラブ名が「忠南牙山FC」に決定したことが発表され、併せて刷新されたロゴが披露された。創設１年目の2020年シーズンはKリーグ2最下位に終わっている。
金鉉錫が2代目監督に就任した2024年シーズンはKリーグ2で2位に躍進。昇格プレーオフの最終ラウンドとなる大邱FCとの入れ替え戦ではホームで行われた1stレグを4-3で勝利したものの、アウェーの2ndレグは1-3で敗れ、2戦合計5-6で惜しくもKリーグ1昇格は果たせなかった。

## 論争
2021年シーズン開幕前の2月22日、忠南牙山FCは李相旻および道渕諒平の加入を発表。1999年生まれの李は2020年シーズンに蔚山現代FCから期限付き移籍で加入してプレーしていたが、飲酒運転で摘発された事実を申告せずに公式戦に出場し続けていたことで15試合の出場停止処分と400万ウォンの制裁金を課せられていた。一方、道渕はベガルタ仙台在籍時の2020年10月20日に週刊誌『FLASH』によって交際相手への傷害容疑で逮捕されたことが報じられ、同日付で契約解除となっていた。不祥事を起こした両選手の加入について忠南牙山は「クラブ内部でも深みのある議論と多角的な検討を行った末に加入を進めた。社会的な物議を醸したことは否定できないが、トレーニング期間中に選手の態度を継続的に見て、面談を通じて選手の確実な変化の感じ、社会的に問題を起こして選手およびクラブの品位を落とす行為をしないという確約を受けて契約した」とし、「クラブも選手全員に対して教育を進めて事件事故発生の防止に最善を尽くし、選手本人も過去の過ちを反省し模範になるように努力する」との声明を発表した。
しかしながら道渕加入を決めたクラブの決定は女性団体や市民団体の反発を招き、道渕の即時退団を求める集会やデモが行われるなど抗議運動が拡大し、最終的に道渕との契約を解除する事態に追い込まれることとなった。
さらに、クラブ代表取締役の高額税金滞納などの問題も明るみに出たことから、クラブは2021年8月19日に臨時取締役会を開き、取締役15人中12人の賛成でイ・ウンジョン代表取締役および事務局長の解任案を可決した。

## 現所属メンバー
2024年3月26日現在
注：選手の国籍表記はFIFAの定めた代表資格ルールに基づく。
| No. | Pos. |          | 選手名       |
| --- | ---- | -------- | ------------ |
| 1   | GK   | 大韓民国 | 朴韓槿       |
| 2   | DF   | 大韓民国 | 朴種敏       |
| 3   | DF   | 大韓民国 | 張竣營       |
| 5   | MF   | 大韓民国 | 黄基旭       |
| 6   | DF   | 大韓民国 | 崔熙願       |
| 7   | FW   | ブラジル | アンデルソン |
| 8   | MF   | 大韓民国 | 崔致遠       |
| 9   | FW   | 大韓民国 | 姜玟圭       |
| 10  | MF   | 大韓民国 | 金綜錫       |
| 11  | FW   | ブラジル | ジュニーニョ |
| 13  | GK   | 大韓民国 | 林俊釋       |
| 14  | DF   | 大韓民国 | 李學玟       |
| 15  | DF   | 大韓民国 | 崔豫勳       |
| 16  | FW   | 大韓民国 | 宋承珉       |
| 17  | DF   | 大韓民国 | 金珠成       |
| 18  | GK   | 大韓民国 | 申松勳       |
| 19  | FW   | 大韓民国 | 金宅根       |
| 20  | FW   | ブラジル | ヌーネス     |
| 21  | FW   | 大韓民国 | 金昇浩       |
| 22  | FW   | 大韓民国 | 朴大勳       |

| No. | Pos. |          | 選手名         |
| --- | ---- | -------- | -------------- |
| 23  | FW   | 大韓民国 | ホン・ジンミン |
| 24  | MF   | 大韓民国 | 朴世直         |
| 25  | DF   | 大韓民国 | 鄭燦斌         |
| 26  | GK   | 大韓民国 | 李伶昶         |
| 27  | MF   | 大韓民国 | 鄭世俊         |
| 29  | DF   | 大韓民国 | 金秀岸         |
| 30  | DF   | 大韓民国 | 裵洙瑢         |
| 32  | MF   | 大韓民国 | 呂賢俊         |
| 33  | DF   | 大韓民国 | 成帝玟         |
| 37  | FW   | 大韓民国 | 鄭建禹         |
| 39  | FW   | 大韓民国 | 文成敏         |
| 47  | DF   | 大韓民国 | 李殷汎         |
| 53  | DF   | 大韓民国 | 鄭禱辰         |
| 66  | MF   | 大韓民国 | 金鐘局         |
| 72  | DF   | 大韓民国 | 韓政水         |
| 77  | MF   | 大韓民国 | 鄭馬護         |
| 82  | MF   | 大韓民国 | 李蹂愍         |
| 88  | DF   | 大韓民国 | 朴炳玹         |
| 99  | DF   | 大韓民国 | 姜俊赫         |

## 歴代監督
- 朴東赫 2020-2023
- 金鉉錫 2024
- 裵城裁（朝鮮語版） 2025-

## 歴代所属選手
- 金鐘局 2020-
- 裵洙瑢 2020-2024
- 車永煥 2020
- 道渕諒平 2021
- 崔圭伯 2021-2022
- 金成柱 2023
- 金宗旻 2025-
- 佐藤岬 2025-
- 孫準浩 2025-